# Stowarzyszenie Banków Białoruskich
Stowarzyszenie Banków Białoruskich (ros. Ассоциация белорусских банков, Assocyacyja biełorusskich bankow) – białoruska niekomercyjna organizacja pozarządowa, w skład której wchodzą banki komercyjne i inne organizacje, których działalność związana jest z funkcjonowaniem systemu pieniężno-kredytowego.
Stowarzyszenie zostało założone w 1990 roku. W jego skład wchodzi obecnie 18 banków białoruskich, które posiadają razem ok. 500 filii na całej Białorusi, jedno przedstawicielstwo banku zagranicznego i kilka organizacji, których działalność związana jest z systemem bankowym. Do banków wchodzących w skład stowarzyszenia należy prawie 90 procent aktywów i całkowitego kapitału bankowego.
Celem stowarzyszenia jest reprezentowanie i obrona interesów prawnych swoich członków, koordynacja działalności banków i podwyższenie efektywności ich pracy, ułatwiające tworzenie i realizację polityki pieniężnej i rozwoju bankowości w tym kraju.
Przewodniczącym Stowarzyszenia jest Feliks Czerniawski. Przewodniczącym Rady Stowarzyszenia jest Alaksandr Rutkouski, który zarazem jest przewodniczącym zarządu spółki "Bielinwiestbank".